# Azor Leblanc
Pour les articles homonymes, voir Leblanc.
Azor Leblanc est un homme d'affaires et un homme politique canadien.

## Biographie
Azor Leblanc est né le 27 octobre 1927 à Cap-Pelé, au Nouveau-Brunswick. Son père est Thadée LeBlanc et sa mère est Hermine LeBlanc. Il étudie au Collège Saint-Joseph de Memramcook. Il épouse Rose Léger le 28 novembre 1948 et le couple a dix enfants.
Il est député de Shédiac à l'Assemblée législative du Nouveau-Brunswick de 1974 à 1991 en tant que libéral. Il est aussi conseiller municipal du comté de Westmorland entre 1962 et 1967.
Il est membre du Club Richelieu, du Club Lions et de l'Association des enfants à déficience mentale.